# 아우신잉
아우신잉(광둥어: 歐倩瑩 Au1 sin3 jing4, 중국어 정체자: 歐倩瑩, 병음: Ōu Qiànyǐng 어우첸잉[*], 한자음: 구청영, 영어: Au Sin Ying, 1989년 1월 8일~)은 홍콩의 펜싱 선수로 주 종목은 사브르이다. 2012년 하계 올림픽에 홍콩 국가대표로 참가했다.

## 경력
홍콩 펜싱 협회 소속으로 선수 경력을 시작했으며 황웨치 코치의 지도를 받았다.
2010년 광저우에서 열린 2010년 아시안 게임의 여자 사브르 개인전에서 대한민국의 김혜림의 뒤를 이어 은메달을, 홍콩팀으로 출전한 단체전에서 동메달을 획득하였다.
아우신잉은 런던에서 열린 2012년 하계 올림픽의 여자 사브르 개인전에 출전하였다. 그러나, 32강전에서 두 차례 올림픽에 출전한 튀니지의 아자 베스베스에게 13-15로 패하며 탈락하였다.